# Wohnhaus Kirchenpauerstraße 14
Das Wohnhaus Kirchenpauerstraße 14, die ehemalige Schule für Elektrotechnik in Cuxhaven, Kirchenpauerstraße 14 am Rathausplatz, wurde am Anfang des 20. Jahrhunderts gebaut.

Es wird aktuell (2025) zum Wohnen genutzt.
Das Gebäude in der Gruppe Wohnhäuser südlich der Schillerstraße steht unter Denkmalschutz und ist in der Liste der Baudenkmale in Cuxhaven enthalten.

## Geschichte
Das dreigeschossige weiße Gebäude von 1906 im Stil der Gründerzeit mit einem Dachhaus wurde als Schule für Elektrotechnik des Kaiserlichen Marine-Artillerie-Depots beim Marinestützpunkt Cuxhaven gebaut. Es befanden sich im Erdgeschoss der Hörsaal und Übungsräume. Im Kellergeschoss war ein Maschinen- und einen Akkumulatorenraum. In den Obergeschossen befanden sich Wohnungen. Am Giebel des Hauses ist bis heute ein Telegraphensymbol zu sehen.